# جيم ديفوراك
جيم ديفوراك (بالإنجليزية: Jim Dvorak)‏ هو موزع موسيقي أمريكي، ولد في 16 ديسمبر 1948 في نيويورك في الولايات المتحدة.

## وصلات خارجية
- جيم ديفوراك على موقع ميوزك برينز (الإنجليزية)
- جيم ديفوراك على موقع أول ميوزيك (الإنجليزية)
- جيم ديفوراك على موقع ديسكوغز (الإنجليزية)